# Supercopa de Cataluña de fútbol 2016
La Supercopa de Cataluña de fútbol 2016 fue la II edición del torneo regional de España, correspondiente a la temporada 2016-2017. Se disputó a partido único el 25 de octubre de 2016, en el Nou Estadi de la ciudad de Tarragona. Esta edición enfrentó al Fútbol Club Barcelona y el Real Club Deportivo Espanyol, con victoria de los blanquiazules por 1 gol a 0.

## Partido
| 25    | POR   | Jordi Masip    |     |
| 20    | DEF   | Nili Perdomo   |     |
| 5     | DEF   | Marlon Santos  |     |
| 24    | DEF   | Jérémy Mathieu | 53' |
| 23    | DEF   | Moi Delgado    | 72' |
| 6     | MED   | Denis Suárez   |     |
|       | MED   | Àlex Carbonell | 76' |
| 21    | MED   | André Gomes    |     |
| 8     | DEL   | Carles Aleñá   | 81' |
| 17    | DEL   | Paco Alcácer   |     |
| 7     | DEL   | Arda Turan     | 72' |
| D. T. | D. T. | Luis Enrique   |     |

| 1     | POR   | Roberto Jiménez       |     |
| 30    | DEF   | Óscar Melendo         | 85' |
| 2     | DEF   | Martín Demichelis     |     |
| 23    | DEF   | Diego Reyes           |     |
| 3     | DEF   | Rubén Duarte          |     |
| 8     | MED   | Salva Sevilla         |     |
| 28    | MED   | Marc Roca             | 78' |
| 9     | MED   | José Antonio Reyes    | 70' |
| 5     | MED   | Víctor Álvarez        |     |
| 14    | MED   | José Manuel Jurado    |     |
| 10    | DEL   | Felipe Caicedo        | 63' |
| D. T. | D. T. | Quique Sánchez Flores |     |

| 3  | Defensa        | José Antonio Martínez | 53' |
| 12 | Defensa        | Sergi Palencia        | 72' |
| 22 | Centrocampista | Ferrán Sarsanedas     | 76' |
|    | Delantero      | Rafa Mújica           | 81' |
|    | Delantero      | Jesús Alfaro          | 72' |

| 12 | Defensa        | Aarón Martín   | 85' |
| 18 | Centrocampista | Javi Fuego     | 78' |
| 4  | Centrocampista | Víctor Sánchez | 70' |
| 7  | Delantero      | Gerard Moreno  | 63' |

| 9' | Felipe Caicedo | 0:1 |

| Principal  | Xavier Estrada Fernández |
| Asistentes | Joan Méndez Mateo        |
|            | Rafael Orellana Benítez  |
| Cuarto     | Josep Subirats Matamoros |

| 25    | POR   | Jordi Masip    |     |
| 20    | DEF   | Nili Perdomo   |     |
| 5     | DEF   | Marlon Santos  |     |
| 24    | DEF   | Jérémy Mathieu | 53' |
| 23    | DEF   | Moi Delgado    | 72' |
| 6     | MED   | Denis Suárez   |     |
|       | MED   | Àlex Carbonell | 76' |
| 21    | MED   | André Gomes    |     |
| 8     | DEL   | Carles Aleñá   | 81' |
| 17    | DEL   | Paco Alcácer   |     |
| 7     | DEL   | Arda Turan     | 72' |
| D. T. | D. T. | Luis Enrique   |     |

| 1     | POR   | Roberto Jiménez       |     |
| 30    | DEF   | Óscar Melendo         | 85' |
| 2     | DEF   | Martín Demichelis     |     |
| 23    | DEF   | Diego Reyes           |     |
| 3     | DEF   | Rubén Duarte          |     |
| 8     | MED   | Salva Sevilla         |     |
| 28    | MED   | Marc Roca             | 78' |
| 9     | MED   | José Antonio Reyes    | 70' |
| 5     | MED   | Víctor Álvarez        |     |
| 14    | MED   | José Manuel Jurado    |     |
| 10    | DEL   | Felipe Caicedo        | 63' |
| D. T. | D. T. | Quique Sánchez Flores |     |

| 3  | Defensa        | José Antonio Martínez | 53' |
| 12 | Defensa        | Sergi Palencia        | 72' |
| 22 | Centrocampista | Ferrán Sarsanedas     | 76' |
|    | Delantero      | Rafa Mújica           | 81' |
|    | Delantero      | Jesús Alfaro          | 72' |

| 12 | Defensa        | Aarón Martín   | 85' |
| 18 | Centrocampista | Javi Fuego     | 78' |
| 4  | Centrocampista | Víctor Sánchez | 70' |
| 7  | Delantero      | Gerard Moreno  | 63' |

| 9' | Felipe Caicedo | 0:1 |

| Principal  | Xavier Estrada Fernández |
| Asistentes | Joan Méndez Mateo        |
|            | Rafael Orellana Benítez  |
| Cuarto     | Josep Subirats Matamoros |

| 25    | POR   | Jordi Masip    |     |
| 20    | DEF   | Nili Perdomo   |     |
| 5     | DEF   | Marlon Santos  |     |
| 24    | DEF   | Jérémy Mathieu | 53' |
| 23    | DEF   | Moi Delgado    | 72' |
| 6     | MED   | Denis Suárez   |     |
|       | MED   | Àlex Carbonell | 76' |
| 21    | MED   | André Gomes    |     |
| 8     | DEL   | Carles Aleñá   | 81' |
| 17    | DEL   | Paco Alcácer   |     |
| 7     | DEL   | Arda Turan     | 72' |
| D. T. | D. T. | Luis Enrique   |     |

| 1     | POR   | Roberto Jiménez       |     |
| 30    | DEF   | Óscar Melendo         | 85' |
| 2     | DEF   | Martín Demichelis     |     |
| 23    | DEF   | Diego Reyes           |     |
| 3     | DEF   | Rubén Duarte          |     |
| 8     | MED   | Salva Sevilla         |     |
| 28    | MED   | Marc Roca             | 78' |
| 9     | MED   | José Antonio Reyes    | 70' |
| 5     | MED   | Víctor Álvarez        |     |
| 14    | MED   | José Manuel Jurado    |     |
| 10    | DEL   | Felipe Caicedo        | 63' |
| D. T. | D. T. | Quique Sánchez Flores |     |

| 3  | Defensa        | José Antonio Martínez | 53' |
| 12 | Defensa        | Sergi Palencia        | 72' |
| 22 | Centrocampista | Ferrán Sarsanedas     | 76' |
|    | Delantero      | Rafa Mújica           | 81' |
|    | Delantero      | Jesús Alfaro          | 72' |

| 12 | Defensa        | Aarón Martín   | 85' |
| 18 | Centrocampista | Javi Fuego     | 78' |
| 4  | Centrocampista | Víctor Sánchez | 70' |
| 7  | Delantero      | Gerard Moreno  | 63' |

| 9' | Felipe Caicedo | 0:1 |

| Principal  | Xavier Estrada Fernández |
| Asistentes | Joan Méndez Mateo        |
|            | Rafael Orellana Benítez  |
| Cuarto     | Josep Subirats Matamoros |

| 25    | POR   | Jordi Masip    |     |
| 20    | DEF   | Nili Perdomo   |     |
| 5     | DEF   | Marlon Santos  |     |
| 24    | DEF   | Jérémy Mathieu | 53' |
| 23    | DEF   | Moi Delgado    | 72' |
| 6     | MED   | Denis Suárez   |     |
|       | MED   | Àlex Carbonell | 76' |
| 21    | MED   | André Gomes    |     |
| 8     | DEL   | Carles Aleñá   | 81' |
| 17    | DEL   | Paco Alcácer   |     |
| 7     | DEL   | Arda Turan     | 72' |
| D. T. | D. T. | Luis Enrique   |     |

| 1     | POR   | Roberto Jiménez       |     |
| 30    | DEF   | Óscar Melendo         | 85' |
| 2     | DEF   | Martín Demichelis     |     |
| 23    | DEF   | Diego Reyes           |     |
| 3     | DEF   | Rubén Duarte          |     |
| 8     | MED   | Salva Sevilla         |     |
| 28    | MED   | Marc Roca             | 78' |
| 9     | MED   | José Antonio Reyes    | 70' |
| 5     | MED   | Víctor Álvarez        |     |
| 14    | MED   | José Manuel Jurado    |     |
| 10    | DEL   | Felipe Caicedo        | 63' |
| D. T. | D. T. | Quique Sánchez Flores |     |

| 3  | Defensa        | José Antonio Martínez | 53' |
| 12 | Defensa        | Sergi Palencia        | 72' |
| 22 | Centrocampista | Ferrán Sarsanedas     | 76' |
|    | Delantero      | Rafa Mújica           | 81' |
|    | Delantero      | Jesús Alfaro          | 72' |

| 12 | Defensa        | Aarón Martín   | 85' |
| 18 | Centrocampista | Javi Fuego     | 78' |
| 4  | Centrocampista | Víctor Sánchez | 70' |
| 7  | Delantero      | Gerard Moreno  | 63' |

| 9' | Felipe Caicedo | 0:1 |

| Principal  | Xavier Estrada Fernández |
| Asistentes | Joan Méndez Mateo        |
|            | Rafael Orellana Benítez  |
| Cuarto     | Josep Subirats Matamoros |

|                                     |
| Campeón R. C. D. Espanyol 1° título |